# Hřbitov Picpus
Hřbitov Picpus (francouzsky Cimetière de Picpus) je malý pařížský hřbitov, který se nachází ve čtvrti Picpus ve 12. obvodu. Spolu se hřbitovem portugalských židů je jeden ze dvou soukromých hřbitovů v Paříži. Byl založen v roce 1794 v zahradě zrušeného kláštera sv. Augustina. Vstup na hřbitov je z ulice Rue de Picpus u domu č. 35. U vchodu do hřbitova je kaple Notre-Dame-de-la-Paix de Picpus. Pro veřejnost je otevřen pouze v odpoledních hodinách (14,00-18,00).

## Historie
Hřbitov se nachází na pozemcích bývalého kláštera kanovníků svatého Augustina, který zde založil v roce 1640 Ludvík XIII. Z té doby se dochoval jeden pavilon a kaple. Během Velké francouzské revoluce byl klášter v roce 1792 zrušen a jeho majetek znárodněn. Nedaleko na náměstí Place de la Nation (tehdy Place du Trône renversé) byla ve dnech 13. června – 27. července 1794 umístěna gilotina. V období hrůzovlády zde bylo denně popraveno až 55 lidí. Revoluční tribunál odsuzoval lidi ze všech společenských vrstev ať už pro jejich původ (šlechta, kněží) nebo pro jejich názory. Severovýchodní část zahrady bývalého kláštera byla vybrána pro hromadný hrob popravených. Když byla první jáma plná těl (šlechtici, jeptišky, obchodníci, vojáci, řemeslníci, dělníci, hostinští…), byl vyhlouben ještě druhý hrob. Třetí jáma byla objevena v roce 1929, ale už neobsahovala žádná těla. Kaple bývalého kláštera byla používána jako kancelář hrobníků, kteří sepisovali oblečení obětí. Jména 1306 lidí, kteří jsou zde pohřbeni, jsou vyryta na dvou mramorových deskách, které visí v kapli. Mezi 1109 muži bylo 108 šlechticů, 108 duchovních, 136 mnichů, 178 vojáků a 579 občanů. Mezi 197 ženami bylo 51 šlechtičen, 23 jeptišek a 123 občanek. Mezi ženami bylo i šestnáct karmelitánek ve věku 29 až 78 let. Byly blahořečeny v roce 1906 jako tzv. mučednice z Compiègne. Mezi popravenými byl i guvernér Invalidovny Sombreuil, voják a politik Alexandre de Beauharnais (1760-1794) nebo básníci Jean-Antoine Roucher (1745-1794) a André Chénier (1762-1794). Poté byla zahrada a hromadné hroby obklopena zdí.

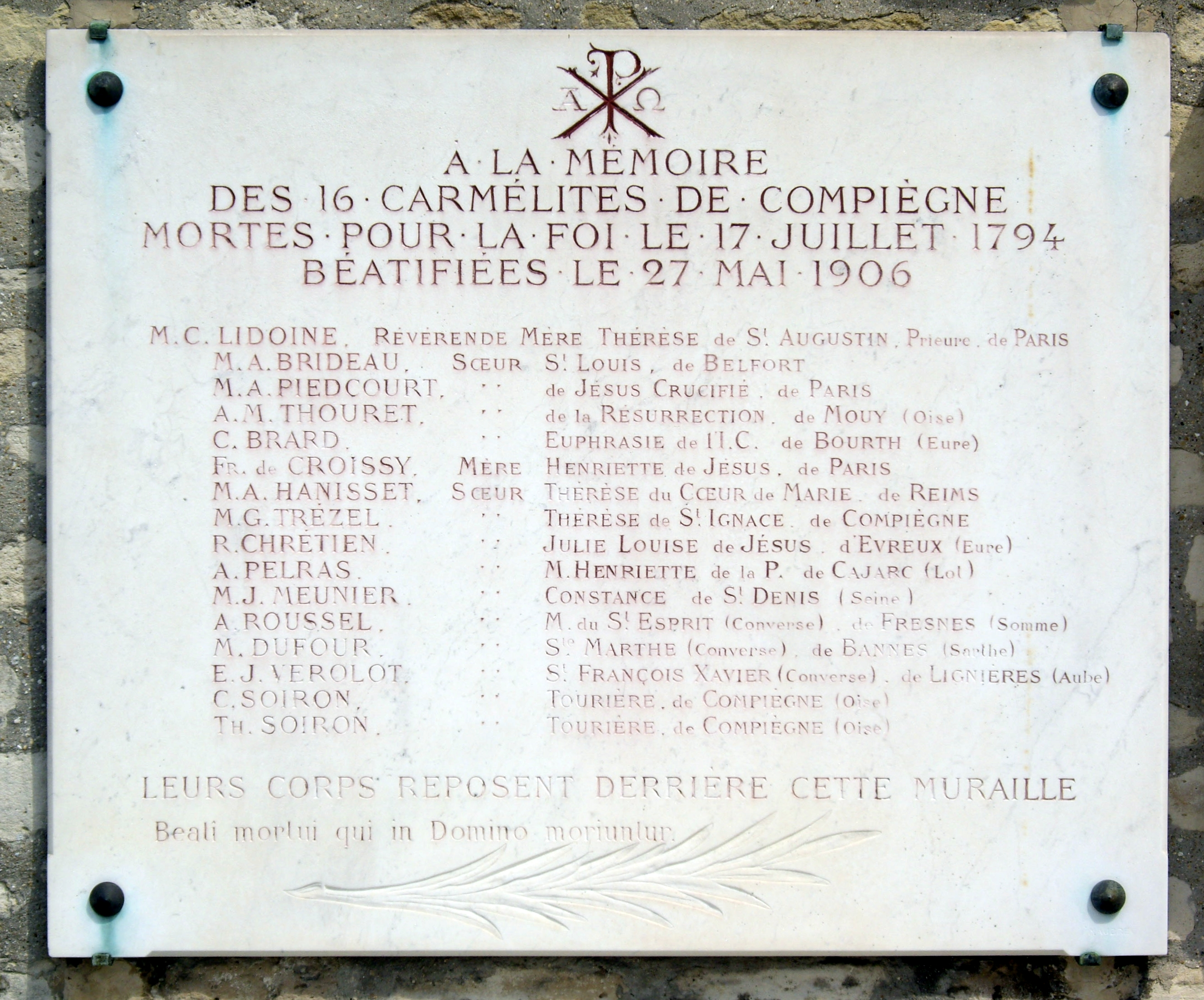
Pamětní deska popravených karmelitánek

V roce 1797 zahradu tajně koupila kněžna Amálie Zephyrine ze Salm-Kyrburgu, protože tělo jejího bratra, knížete Friedricha III. zu Salm-Kyrburg popraveného v roce 1794, zde bylo též pohřbeno.
Na počátku 19. století rodiny, jejichž popravení členové zde byli pohřbeni, založili výbor a vyhlásili sbírku na zakoupení pozemku s hromadnými hroby. Některé rodiny stále používaly hřbitov jako místo pohřbu. V roce 1805 se zde usadila náboženská komunita Kongregace Nejsvětějšího Srdce Ježíšova, která zde vykonávala zádušní mše za oběti. Během Pařížské komuny byli někteří z nich zabiti (84 jeptišek a 4 kněží).
Na hřbitově je pohřben generálmajor americké armády a poručík francouzské armády Gilbert du Motier, markýz de La Fayette. Nad jeho hrobem vlaje americká vlajka, která je vždy 4. července na Den nezávislosti USA obnovena za přítomnosti amerického velvyslance a zástupců města Paříže.

## Výběr pohřbených osobností
- Gilbert du Motier, markýz de La Fayette (1757-1834), generál a politik
- Aimé Picquet du Boisguy (1776-1839), generál
- 1306 obětí hrůzovlády od 14. června do 27. července 1794, mezi nimi i mučednice z Compiègne
- Mathieu de Montmorency-Laval (1766-1826), ministr zahraničních věcí, člen Francouzské akademie
- Sosthène de La Rochefoucauld (1785-1864), politik, pobočník krále Karla X.
- Sosthène II de La Rochefoucauld, (1825-1908), velvyslanec
- G. Lenotre (1855-1935), člen Francouzské akademie, historik revoluce